# 蝶々・たけしの21世紀まで待てない!!
『蝶々・たけしの21世紀まで待てない!!』（ちょうちょう たけしのにじゅういっせいきまでまてない）は、1990年10月20日から1991年3月23日まで、日本テレビ系列局で放送されていたトーク番組。IVSテレビ制作と読売テレビの共同製作。ミヤコ蝶々とビートたけしの冠番組。放送時間は毎週土曜22:00 - 22:54 (JST) 。

## 概要
この番組以前にビートたけしが司会を務めていたトーク番組『たけしのここだけの話』（関西テレビ制作・フジテレビ系列）にミヤコ蝶々がゲスト出演した回が好評で、同番組を制作していたIVSテレビ制作が読売テレビに企画を持ち込んだのが番組開始のきっかけとなった。しかし蝶々の話によると、たけしとは本番以外で顔を合わせるのは許されず、スタッフからは「とにかく、たけしさんを叱って下さい」という指示があるだけで細かい打ち合わせは一切無し。彼女のこの番組の印象は「周りから無理矢理結婚させられ、お互いの事を理解できないままに離婚したような感じ」だったと語っている。
この番組が始まる前の土曜22:00枠は前半は日本テレビ制作の番組（「さんま・一機のイッチョカミでやんす」）、後半は読売テレビ制作の番組（「アッコのおかしな仲間」）だったが、その2番組を統合して1時間番組にした。また、日本テレビの土曜22:00台が1時間番組になるのは「テレビ三面記事 ウィークエンダー」以来約6年5か月ぶりのこととなり、終了後の「それいけ!!ココロジー」は引き続きよみうりテレビとIVSテレビ制作が制作に携わる。

## 出演者
- ミヤコ蝶々
- ビートたけし
- 工藤夕貴
- 大島智子

## スタッフ
- 構成：豊村剛、平松邦宏、田中直人、ダンカン、長田聖一郎、越智真人
- 技術：日本テレビ、八峯テレビ
  - TP (テクニカルプロデューサー)：飯沢孟
  - TD (テクニカルディレクター)：吉田勝美
  - SW (スイッチャー)：毛利敏彦
  - CAM (カメラ)：秋庭秀行
  - VE (ビデオエンジニア)：竹内荘七
  - AUD (オーディオ)：宮本勝
  - LD (ライティングディレクター)：星野仁志
- 美術：綿谷登（読売テレビ）、豊島紘武（日本テレビ）
- TK (タイムキーパー)：池田佳寿子
- 音楽効果：稲村淳、古川直樹（サウンドプロ企画 現・タルス）
- 編集：井口進・小林美咲（TVT AKASAKA 現・オムニバス・ジャパン）
- MA (マルチオーディオ)：前沢義弘
- グラフィックス：川端直美
- 制作協力：東通
- 協力：後藤新一（日向企画）、オフィス北野
- ヘアメイク：谷口愛子（谷口光正の美容室）
- 制作スタッフ：側原哲朗
- ディレクター：小野恭裕、小幡英司、山地孝英
- 演出：玉井浩（IVSテレビ）
- プロデューサー：長尾忠彦・岩城昇（IVSテレビ）
- 制作：望月政道（IVSテレビ）、池田智（読売テレビ）
- 制作著作：よみうりテレビ、IVSテレビ制作

## 放送局
特記の無い限り全て放送時間は土曜 22:00 - 22:54、同時ネット。
- よみうりテレビ（制作局）
- 日本テレビ
- 札幌テレビ[1]
- 青森放送：火曜（月曜深夜）0:25 - 1:20[2]
- テレビ岩手[2]
- ミヤギテレビ[3]
- 福島中央テレビ[3]
- テレビ新潟[4]
- 山梨放送[5]
- 静岡第一テレビ[5]
- 北日本放送[6][注 1]
- テレビ金沢[7]
- 中京テレビ[8]
- 日本海テレビ[9]
- 西日本放送[10]
- 広島テレビ[10]
- 南海放送[11]
- 福岡放送[12]
- 熊本県民テレビ[12]
- 宮崎放送（TBS系列）：土曜（金曜深夜）1:07 - 2:00（1990年11月9日放送開始）[13]